# Leptogorgia radula
Leptogorgia radula is een zachte koraalsoort uit de familie Gorgoniidae. De koraalsoort komt uit het geslacht Leptogorgia. Leptogorgia radula werd in 1861 voor het eerst wetenschappelijk beschreven door Möbius. 